# فرانشيسكا مارتيني
فرانشيسكا مارتيني (من مواليد 31 أغسطس 1961 في فيرونا) هيو سياسية من البندقية. هي عضو في رابطة الشمال.
تم انتخابها لأول مرة لمجلس النواب في عام 2001، لكنها فشلت في إعادة انتخابها بعد خمس سنوات. ومع ذلك وفي عام 2007 حلت محل فلافيو توسي كوزيرة للصحة الإقليمية في فينيتو في حكومة غالان الثالث.
في مايو 2008 بعد عودتها إلى مجلس النواب تم تعيين مارتيني وكيل وزارة العمل والصحة في حكومة برلسكوني الرابع.